# Anadyrski Ostrog
Anadyrski Ostrog (russisch Анадырский острог) oder Anadyrsk (russisch Анадырск) war ein befestigter russischer Außenposten in Tschukotka. Er wurde 1649 etwa 18 km stromaufwärts der heutigen Siedlung Markowo am Mittellauf des Anadyr gegründet und 1766 verlassen.

## Geschichte

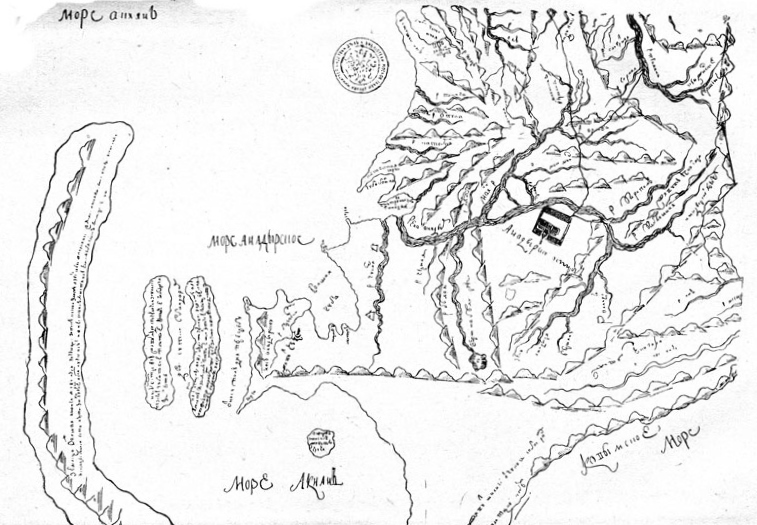
Anadyrski Ostrog auf einer Karte von 1710

1649 baute der Kosakentrupp des Entdeckers Semjon Deschnjow nach dem erstmaligen Durchfahren der Beringstraße auf einer zwei Kilometer langen und einen Kilometer breiten Insel des Anadyr eine Überwinterungshütte. An derselben Stelle entstand 1659/60 auf Befehl des Kosaken Kurbat Iwanow ein Ostrog, der zunächst nur aus einigen Hütten bestand, die mit einem Palisadenzaun umgeben waren. Der Ort diente dazu, Verhandlungen mit den Stammesältesten der hier lebenden indigenen Völker zu führen und den Jassak zu erheben. In den folgenden Jahren wurden die Befestigung mehrmals verstärkt und die Fläche des Ostrogs vergrößert. Die Stärke der Garnison nahm von 16 Kosaken im Winter 1675/76 bis auf 757 Kosaken und Soldaten am Beginn der 1760er Jahre zu. 1732 besaß der Ostrog die Form eines Quadrats mit Seitenlängen von 43 Metern. Seine hölzernen Wände waren 3,20 m hoch. Er besaß einen Turm an jeder der vier Ecken und einen fünften über dem Eingangstor. Außerhalb des Ostrogs gab es eine Kapelle (ab 1746 eine Erlöserkirche) und 80 Wohngebäude (1763: 130).
Anadyrski Ostrog war der wichtigste Stützpunkt in Nordostsibirien, von dem aus die Russen das Gebiet der Jukagiren und Korjaken zwischen dem Anadyr im Norden sowie dem Gischigabusen und der Oljutorskibucht im Süden kontrollierten. Von hier aus eroberte Wladimir  Atlassow 1697 die Halbinsel Kamtschatka. Dadurch erhöhte sich die Bedeutung der Siedlung, da sie am zunächst einzigen Weg von Jakutsk nach Kamtschatka lag. Der Ostrog war auch Ausgangspunkt der Strafexpeditionen Dmitri Pawluzkis gegen die aufsässigen Tschuktschen 1731 und 1732 sowie die aufständischen Korjaken 1732. Eine erneute Kampagne gegen die Tschuktschen ab 1744 endete 1747 nahe dem Ostrog mit der Niederlage der Kosaken und dem Tod Pawluzkis. 1766 fiel auf Vorschlag ihres Kommandanten Friedrich Plenisner die Entscheidung, den Ostrog und die Siedlung aus Kostengründen aufzugeben. Bis dahin hatte die Versorgung Anadyrsks mit Lebensmitteln und Munition von Ochotsk aus mit Hundeschlitten erfolgen müssen. Immer wieder hatte es Hungersnöte unter den Kosaken gegeben. Die Garnison und die Bewohner zogen nach Gischiginsk ab. Am 3. März 1771 wurden der Ostrog und alle Häuser von den Russen zerstört und niedergebrannt. Bereits 1784 gründeten russifizierte Jukagiren in der Nähe das Dorf Markowo.